# Condado de Hampton
El condado de Hampton (en inglés: Hampton County, South Carolina), fundado en 1787, es uno de los 46 condados del estado estadounidense de Carolina del Sur. En el año 2000 tenía una población de 21 386 habitantes con una densidad poblacional de 15 personas por km². La sede del condado es Hampton.

## Geografía
Según la Oficina del Censo, el condado tiene un área total de 1458 km² (562,9 mi²), de la cual 1450 km² (559,8 mi²) es tierra y 8 km² (3,1 mi²) es agua.

### Condados adyacentes
- Condado de Bamberg norte
- Condado de Colleton este
- Condado de Beaufort sureste
- Condado de Jasper sur
- Condado de Effingham (Georgia) suroeste
- Condado de Screven (Georgia) oeste
- Condado de Allendale noroeste

## Demografía
En el 2000 la renta per cápita promedia del condado era de $28 771, y el ingreso promedio para una familia era de $34 559. El ingreso per cápita para el condado era de $13 129. En 2000 los hombres tenían un ingreso per cápita de $29 440 contra $20 418 para las mujeres. Alrededor del 21,8% de la población estaba bajo el umbral de pobreza nacional.

## Lugares

### Ciudades y pueblos
- Brunson
- Estill
- Furman
- Gifford
- Hampton
- Lena
- Luray
- McPhersonville
- Scotia
- Varnville
- Yemassee